# Carl Emil Åkerman
Carl Emil Åkerman, född 10 juli 1836, död 13 juli 1870 på Vaxholm, var en svensk kammarskrivare, målare och tecknare.
Åkerman studerade vid Konstakademien i Stockholm 1853–1857. Efter studierna anställdes han som kammarskrivare vid Assistansen. Bland hans bevarade arbeten märks ett antal topografiskt-historiskt intressanta motiv från Dalarna, Närke, Västmanland, Hälsingland Medelpad och Ångermanland utförda i tuschlavering, sepialavering eller akvarell. Han uppges vid mitten av 1850-talet ha företagit studievandringar med den unge Alfred Wahlberg.  